# Sunny Gym
Sunny Gym è un cortometraggio muto del 1923 scritto e diretto da Herman C. Raymaker.

## Produzione
Il film fu prodotto dalla Century Film.

## Distribuzione
Distribuito dall'Universal Pictures, il film - un cortometraggio in due bobine - uscì nelle sale cinematografiche statunitensi l'11 aprile 1923.